# Westerdeichstrich
Westerdeichstrich là một đô thị ở Amt ("đô thị chung") Büsum-Wesselburen thuộc huyệnDithmarschen trong bang Schleswig-Holstein, nước Đức. Đô thị Westerdeichstrich có diện tích 7,48 km², dân số thời điểm 31 tháng 12 năm 2006 là 931 người. Đô thị này gồm các khu vực dân cư Westerdeichstrich, Groven, Augustenhof và Stinteck.
Westerdeichstrich nằm bên bờ Biển Bắc về phía bắc của Büsum và về phía tây của đập cũ nối Büsum với lục địa vào năm 1585. 